# The Amazing Howard Hughes
Pour plus de détails, voir Fiche technique et Distribution.
The Amazing Howard Hughes est un téléfilm américain réalisé par William A. Graham, diffusé en 1977, qui retrace la vie d'Howard Hughes, le célèbre aviateur, cinéaste et milliardaire. Tommy Lee Jones tient le rôle principal d'Howard Hughes.

## Fiche technique
- Diffusion originale : 13 et 14 avril 1977 sur le réseau CBS.
- Diffusion québécoise : 10 et 17 janvier 1983 à la Télévision de Radio-Canada[1].

## Distribution
- Tommy Lee Jones : Howard Hughes
- Ed Flanders : Noah Dietrich
- James Hampton : Wilbur Peterson
- Tovah Feldshuh : Katharine Hepburn
- Lee Purcell (en) : Billie Dove
- Jim Antonio : George
- Sorrell Booke : Fiorello LaGuardia
- Marty Brill (en) : Lewis Milestone
- Arthur Franz : Barnes
- Barney Phillips : Saunders